# Estadio Alfredo Víctor Viera
El Estadio Alfredo Víctor Viera es el estadio de Montevideo Wanderers, un club de fútbol uruguayo que juega en Primera División. Fue inaugurado el 15 de octubre de 1933 como Wanderers Park; y tiene una capacidad de 10.071 espectadores habilitados según Conmebol.
A partir del 2018 dicho escenario cuenta con Red lumínica para poder disputar partidos en la noche tanto a nivel local, como en fases de competiciones internacionales Copa Libertadores y Copa Sudamericana
Se da una situación curiosa en el Prado de Montevideo, ya que separados por escasos metros se encuentran tres escenarios de fútbol de relevancia, casi que pegados uno al otro: el Parque Saroldi (de River Plate), el Parque Viera (de Wanderers) y el Parque Nasazzi (de Bella Vista).

## Historia
El estadio se inauguró el 15 de octubre de 1933, con un partido amistoso en el que el bohemio se impuso por 2 a 0 contra Bella Vista. El escenario ubicado en la Avenida Buschental, entre Atilio Pelosi y Lucas Obes, se denominó en sus inicios “Wanderers Park”.
Sus cuatro tribunas llevan los nombres de exfutbolistas del club con destacada trayectoria a nivel nacional y mundial: Obdulio Varela, René Borjas, Jorge Barrios y Cayetano Saporiti.

### Remodelaciones
En los últimos años se le agregó iluminación al estadio. Además se remodeló el vestuario visitante y se colocó una pantalla LED en el estadio.
También se llegó a elaborar algún proyecto de reforma y ampliado de la tribuna oficial del estadio, pero sin llevarse a cabo.
En agosto de 2020, el club inauguró un monumento a su jugador más famoso, Obdulio Varela, con una escultura en los alrededores del estadio.
En 2024 se comenzaron las obras de ampliación de la tribuna Obdulio Varela, para que el aforo total del escenario alcance los 10000 espectadores y así quedar habilitado para partidos de fase de grupos de competiciones internacionales.
También se aprobó por parte de los socios la ampliación de la red lumínica para cumplir con los altos estándares de Conmebol.